# Otto Fetting

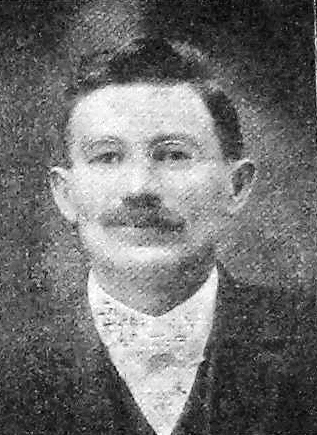
Otto Fetting im Jahr 1916

Otto Fetting (* 20. November 1871 in Casco, St. Clair County, Michigan, USA; † 30. Januar 1933 in Port Huron, Michigan) war ein US-amerikanischer Prediger. Er war der Begründer, Apostel und Leiter der Kirche Christi (Fettingiten), aus der später die Kirche Christi mit der Elias-Botschaft hervorgegangen ist.
Nach eigenem Bekunden und dem Glauben dieser Kirche empfing Fetting, der bis 1929 noch Mitglied und Apostel der Church of Christ (Temple Lot) war, von 1927 bis 1933 insgesamt 30 göttliche Botschaften, die durch den als Engel erschienenen auferstandenen Johannes den Täufer überbracht wurden.

## Wirken in der Reorganisierten Kirche Jesu Christi der Heiligen der letzten Tage
Bereits in seiner Jugend trat er in die kirchliche Arbeit ein und wurde in der Reorganisierten Kirche Jesu Christi der Heiligen der Letzten Tage (engl. „Reorganized Church of Jesus Christ of Latter Day Saints“, abgekürzt RLDS) am 9. Februar 1891 getauft und 1899 zum Geistlichen ordiniert. Als die Kirche 1925 dafür stimmte, dass nicht mehr die ordinierten Apostel dieser Kirche, sondern ihr Präsident die oberste und direkte Kontrolle über die Kirche haben sollte, verursachte dies viel Unzufriedenheit unter den Mitgliedern. Deshalb wechselte Fetting und auch viele andere Geistliche und Mitglieder zur Church of Christ, Temple Lot.

## Wirken in der Church of Christ (Temple Lot)

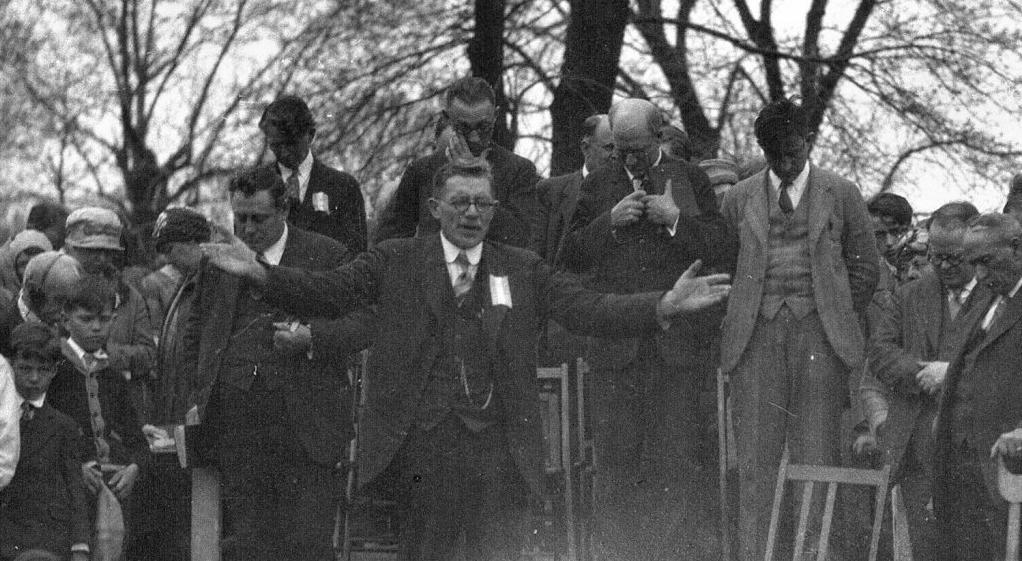
Otto Fetting am 6. April 1929 bei einer Grundsteinlegung für einen Tempel.

In der Church of Christ (Temple Lot) wurde Fetting im Frühjahr 1926 bei der Neuwahl von Aposteln zum Apostel berufen und ordiniert. Auf der Frühjahrskonferenz der Kirche im Jahre 1927 teilte er mit, dass ihm seit dem 4. Februar 1927 zweimal ein himmlischer Bote erschienen war. Fetting las die beiden Botschaften der Zuhörerschaft vor. Diese Botschaften wurden als göttlich und echt anerkannt und von der Kirche angenommen. Die Church of Christ (Temple Lot) war zu dieser Zeit auch empfänglich für die weiteren vermeintlichen Besuche Johannes des Täufers und erkannte dessen Botschaften an. Die Texte und die Einzelheiten der Engelbesuche wurden erstmals und dann regelmäßig in dem kirchlichen monatlichen Mitteilungsblatt „Zion’s Advocate“ veröffentlicht.
Am 18. Juli 1929 gab jedoch der vermeintliche Bote Johannes der Täufer in der 12. Botschaft die Anweisung, dass diejenigen, die von anderen Kirchen – d. h. auch von anderen mormonischen Kirchen – kommen, um sich der Church of Christ (Temple Lot) anzuschließen oder sich auch früher bereits angeschlossen haben, einschließlich Fetting, in der Church of Christ (Temple Lot) nochmals getauft werden müssen. Dies stieß innerhalb der Church of Christ (Temple Lot) teilweise auf große Ablehnung.
Botschaft 12, 4: „Siehe, der Herr hat alle Konfessionen und Splittergruppen, die vom Wort des Herrn abgewichen und ein Gräuel in seinen Augen geworden sind, verworfen. Lass deshalb diejenigen, die zu der ‚Church of Christ‘ kommen, getauft werden, dass sie sich freimachen können von den Traditionen und Sünden der Menschen. Um sich selbst vorzubereiten, damit sie geeignet und würdig sein können für den Geist und die Macht des Heiligen Geistes und weil die größere Macht kommen wird, dass sie bereit sein mögen, sie mit Freude zu empfangen. Denn dies ist die Zeit der Wiederaufrichtung und Wiederherstellung aller Dinge; und diese muss zu allen kommen, denen es gestattet sein wird, in der Gegenwart Christi zu leben, denn Sünde kann nicht die Herrlichkeit Gottes noch die Macht des Heiligen Geistes empfangen.“
Otto Fetting ließ sich daraufhin am 2. September 1929 nochmals taufen. Wegen der Streitfrage, bereits Gläubige, die von anderen Kirchen früher schon einmal getauft wurden, nochmals zu taufen, kam es innerhalb der Church of Christ (Temple Lot) zur Spaltung. Fünf Männer des Kirchenrates führten einen Beschluss herbei, alle diejenigen Mitglieder auszuschließen, die unter Fetting aufgrund der 12. Botschaft erneut getauft wurden. Fetting sowie einige Apostel und ungefähr die Hälfte der Mitglieder der Kirche verließen zusammen mit den Ausgeschlossen daraufhin die Church of Christ (Temple Lot). Diese Kirche verwarf nun nach dem Bruch mit Fetting und seinen Anhängern nicht nur die umstrittene 12. Botschaft, sondern auch alle vorherigen Botschaften, die der auferstandene Johannes der Täufer an Otto Fetting überbracht haben soll, als rein menschlich.

## Gründung der Church of Christ (Fettingite) und dortiges Wirken
Otto Fetting gründete 1929 zusammen mit weiteren früheren Aposteln und Mitgliedern der Church of Christ (Temple Lot) eine eigene Church of Christ. Zur Unterscheidung von anderen „Churches of Christ“ wurde die Bezeichnung der von Fetting gegründeten Kirche mit dem eingeklammerten Begriff Fettingite („Fettingit(en)“) ergänzt. In späteren Jahren ging aus dieser Kirche die „Church of Christ with the Elijah Message“ hervor, die im deutschen Sprachraum die Bezeichnung „Die Kirche Christi mit der Elias-Botschaft“ trägt und von W. A. Draves (1912–1994) gegründet wurde. Dieser Zusatz wurde gewählt, da Johannes der Täufer in der Kraft und Macht des alttestamentlichen Propheten Elija, lat. „Elias“, gekommen sein soll und auch bereits in der Bibel bei seinem ersten Kommen zur Zeit Jesu als „Elija“ bezeichnet wird. Diese zusätzliche Benennung kennzeichnet bis heute alle diejenigen Gemeinden der Kirche, die an die von Fetting und Draves empfangenen Botschaften des als Engelsbote erschienenen Johannes des Täufers glauben.
Der Kirchengründer Fetting erhielt seit dem 4. Februar 1927 vorwiegend in seinem Haus in Port Huron, US-Bundesstaat Michigan, bis zum 28. Januar 1933, also noch knapp zwei Tage vor seinem Tod, viele weitere Botschaften (insgesamt 30), die bis heute neben der Bibel und dem Bericht der Nephiten (einer inzwischen eigenen Ausgabe des Buches Mormon) zu den Heiligen Schriften der Kirche Christi mit der Elias-Botschaft gehören. Diese Botschaften wurden bereits zu Lebzeiten Fettings in der Monatszeitschrift „The Voice of Warning“ veröffentlicht. Es wurde begonnen, diese Botschaften zu sammeln, um sie in Buchform herauszugeben. Inzwischen sind sämtliche insgesamt 117 Botschaften, die sowohl Otto Fetting als auch W. A. Draves (1912–1994) erhielten, in „The Word of the Lord Brought to Mankind by an Angel“ veröffentlicht und liegen auch in verschiedenen Übersetzungen wie zum Beispiel in französischer, polnischer und russischer Sprache vor.

## Schriftliche Bezeugungen über die Besuche durch den Engelsboten

### Zeugnis Otto Fettings
Um die Wahrheit seiner angeblichen Erlebnisse an Eides statt persönlich zu bezeugen, schrieb Fetting am 9. Oktober 1929, nach der 14. Botschaft vom 7. Oktober 1927, folgende persönliche Zeugenaussage:
„An alle, die es angeht: Ich mache an diesem Tag vor Gott diese feierliche Zeugenaussage an Eides Statt, Gott ist mein Zeuge, und ich rechne damit, eines Tages vor der Gerichtsschranke zu stehen, um Rechenschaft für diese Erklärung abzulegen.
Das Erscheinen und die Worte der Besuche des Boten sind wahr. Ich habe ihn von Zeit zu Zeit gesehen. Ich hörte seine Stimme; ich habe sein Gesicht gesehen. Ich sah das Licht; ich fühlte seine Hand auf meinem Kopf und den Schlag auf meiner Schulter. Ich war in jene wunderbare Himmlische und Göttliche Macht gehüllt und die Worte, die ich euch gegeben habe, sind nicht meine Worte, sondern die Worte, die Gott durch Johannes dem Täufer übersandte.
Ich will diese Erklärung abgeben, so dass jeder wissen kann, dass dies wahr ist. Es spielt kaum eine Rolle, was aus mir in Zukunft werden wird, aber ich kann nicht und werde auch nicht die Dinge bestreiten, die ich gesehen und von dem Himmlischen Boten gehört habe, so lange ich meinen rechten Verstand habe und Gott mir das Leben und Seine Gnade gibt, um hier auf Erden auszuharren.
Andere mögen Erklärungen über mich abgeben, aber ich will, dass dieses verstanden wird, dass diese Zeugenaussage wahr ist. Und ich werde dem Ratschlag und den Anweisungen, die durch den Boten gegeben wurden, ohne Rücksicht auf das, was Menschen sagen mögen, treu bleiben. – Unterzeichnet Otto Fetting, Independence, Missouri, 9. Oktober 1929.“

### Zeugnis von vier weiteren Personen
Vier weitere Personen außer Fetting selbst, nämlich Fettings Frau Jennie M. Fetting, geb. Mills, mit der er seit dem 30. Januar 1893 verheiratet war, sein Sohn Roy und seine Schwiegermutter Elizabeth M. Mills sowie der Älteste (Presbyter) W. R. Dexter, behaupteten, den auferstandenen Johannes den Täufer als Engelboten während seines letzten Besuches bei Otto Fetting am 28. Januar 1933 wahrgenommen zu haben. Diese Zeugen ließen folgendes Zeugnis am 8. März 1933 notariell bestätigen:
„Das Zeugnis der Vier Zeugen hinsichtlich der Dreißigsten Botschaft, wie sie von dem von Gott gesandten Boten überbracht wurde
Es wird bekannt gemacht an alle Nationen, Geschlechter, Sprachen und Völker, zu denen diese Botschaft kommen wird, dass wir, die Unterzeichner, zu der Zeit in dem Zimmer waren, als der Bote, von dem in der Botschaft gesprochen wird, in das Zimmer kam und die Rolle hielt, von der Otto Fetting das ‚Wort des Herrn‘ las, von dem in der dreißigsten Botschaft gesprochen wird. Wir nahmen die Gegenwart des Boten wahr, als er die Rolle hielt und wir das ‚Wort des Herrn‘ hörten, von der Rolle vorgetragen durch den Mund Otto Fettings, den Gott als seinen menschlichen Vermittler gebrauchte.
Zeugen:
W. R. Dexter,
Roy E. Fetting,
Jennie M. Fetting,
Elizabeth M. Mills
Unterzeichnet und an Eides Statt versichert vor mir, einem Notar in und für den County von St. Clair und den Staat Michigan, an diesem 8. Tag des März, A. D. 1933.
Russell A. Young“